# Cézac (Lot)
Cézac è un comune francese di 173 abitanti situato nel dipartimento del Lot nella regione dell'Occitania.

## Società

### Evoluzione demografica
Abitanti censiti